# Robert Adair (homme politique)
Pour les articles homonymes, voir Robert Adair et Adair.
Robert Adair (24 mai 1763 - 3 octobre 1855) est un diplomate britannique fréquemment employé dans les missions diplomatiques les plus importantes. 

## Biographie
Il est le fils de Robert Adair, sergent-chirurgien de George III, et de Lady Caroline Keppel, fille de William Keppel (2e comte d'Albemarle). Il fait ses études à la Westminster School et à l'Université de Göttingen, puis étudie le droit à Lincoln's Inn, mais n'a pratiquement pas exercé la profession d'avocat. 
Il espérait obtenir le poste de sous-secrétaire d'État auprès de Charles James Fox, mais celui-ci est dans l'opposition. Après la Révolution française, il voyage en Europe, visitant Berlin, Vienne et Saint-Pétersbourg pour étudier les effets de la révolution et se préparer pour une carrière diplomatique. 
Il devient député whig pour Appleby (1799–1802) et Camelford (1802–12). 
En 1805, il fait un mariage désastreux avec Angélique Gabrielle, fille du marquis de l'Escuyer d'Hazincourt (connu sous le nom d '«espion de Talleyrand»), et cela l'a empêché de retourner au pouvoir lorsque Fox est revenu au gouvernement. Au lieu de cela, Fox l'envoie à Vienne. En juin 1808, George Canning le transfère à Constantinople. Il est créé chevalier de l'Ordre du Bain cette année-là pour ses services et est nommé conseiller privé en 1828. 
Il est employé en Belgique de 1831 à 1835, où il réussit à empêcher une guerre entre la Belgique et les Pays-Bas. Cet exploit lui vaut le grade de commandeur de l'Ordre du Bain et une pension de 2000 £ par an à partir de 1831, ainsi que la grand-croix de l'ordre belge de Léopold en 1835. Il visite ensuite la Prusse. Dans les années 1840, il publie des mémoires de ses activités diplomatiques dans les années 1800.

## Distinctions
- Ordre du Bain